# ساب سنتر
ساب سنتر (بالإنجليزية: SAP Center)‏ هي ساحة داخلية تقع في سان خوسيه، كاليفورنيا.